# Budapesti Vasutas Sport Club
Le Budapesti Vasutas Sport Club, ou BVSC est un club hongrois basé à Budapest. Le club a été fondé en 1911. Il a fusionné pendant 2 ans avec le Budapest Postas SE entre 1954 et 1956. 
Les principales sections du club ont été entre autres le tennis de table, la lutte et le football. La section de tennis de table a ajouté les principales lignes au palmarès du club en remportant la Coupe d'Europe en 1980.
L'équipe de football (qui évolue au Stade Szőnyi út, doté de 12 000 places) a atteint par deux fois la finale de la Coupe hongroise et a été finaliste du championnat national en 1996.

## Histoire

### Les changements de noms
Comme la plupart des autres clubs sportifs hongrois BVSC a été soumis à de nombreux changements de son nom tout au long de son histoire. Voici une liste de noms qui ont été utilisés par le club:
- 1911 : Budapesti VSC
- 1914 : Konzum
- 1946 : Lokomotiv Budapesti
- 1954 : Budapesti TSE (après la fusion de Budapesti Előre avec Budapesti Postas SE)
- 1956 : Budapesti VSC (après la séparation de Budapesti Előre avec Budapesti Postas SE)
- 1990 : BVSC Mavtransped
- 1992 : Novép BVSC
- 1993 : Dreher BVSC
- 1997 : Zugló BVSC
- 1998 : Budapesti VSC

## Palmarès

### Football
- Championnat de Hongrie : Vice-champion en 1996
- Coupe de Hongrie : Finaliste en 1996 et 1997
- Coupe Mitropa : Finaliste en 1992

### Tennis de table
- Vainqueur de la Coupe d'Europe des Clubs Champions Messieurs en 1980
- Finaliste de la Coupe d'Europe des Clubs Champions Messieurs en 1967, 1982 et 1985.
- Vainqueur de la Coupe d'Europe Nancy-Evans Messieurs en 1973, 1975, 1978, 1979 et 1983
- Finaliste de la Coupe d'Europe des Villes de Foires Messieurs en 1971 et 1972
- Finaliste de la Coupe d'Europe des Villes de Foires Dames en 1970
- Multiple Champion de Hongrie (H/F)

### Water-polo
- Championnat de Hongrie de water-polo masculin : Champion en 1966, 1985, 1987, 1996, 1997, 1998, 1999
- Coupe de Hongrie de water-polo masculin : Vainqueur en 1982, 1987, 1995, 2000, 2003
- Championnat de Hongrie de water-polo féminin : Champion en 1986, 1988, 1989, 1991, 1993
- Coupe de Hongrie de water-polo féminin : Vainqueur en 2011[1]